# Pinochia floribunda
Pinochia floribunda är en oleanderväxtart som först beskrevs av Olof Swartz, och fick sitt nu gällande namn av M.E.Endress och B.F.Hansen. Pinochia floribunda ingår i släktet Pinochia och familjen oleanderväxter. Inga underarter finns listade i Catalogue of Life.